# ماکسیم موخین
ماکسیم موخین (روسی: Максим Андреевич Мухин؛ زادهٔ ۴ نوامبر ۲۰۰۱) بازیکن فوتبال اهل روسیه است.
از باشگاه‌هایی که در آن بازی کرده‌است می‌توان به باشگاه فوتبال لوکوموتیو مسکو اشاره کرد.
وی همچنین در تیم ملی فوتبال روسیه بازی کرده‌است.